# Цар Борис III (сдружение)
Сдружението „Цар Борис III“ (на македонска литературна норма: Здружение на граѓани „Цар Борис III“) в Охрид е културна организация на българи от Северна Македония. Дружеството е създадено през 2021 година, а на 7 октомври 2022 година отваря свой клуб в града. Председател на дружеството е Томе Блажески.

## Реакции
Против откриването на клуба се изказват както представители на правителството, сред които са министър-председателят Димитър Ковачевски и министъра на вътрешните работи Оливер Спасовски, така и опозиционери в Северна Македония. На 12 октомври 2022 година клубът е нападнат, а табелата на входа е счупена от неизвестен извършител. Клубът е нападнат повторно и трима неизвестни извършители изпочупват прозорците му с камъни, а след това на 23 ноември 2022 година по клуба е стреляно с огнестрелно оръжие.
След създаването на българските клубове „Иван Михайлов“ в Битоля и Сдружение „Цар Борис III“ в Охрид правителството на Северна Македония учредява специален консултативен орган, който да се произнася за имената на сдруженията в страната. Поради това регистрацията на Сдружение „Цар Фердинанд“ в Богданци се отлага.

## Побой над Християн Пендиков
На 19 януари 2023 година секретарят на дружеството в Охрид Християн Пендиков е нападнат и пребит. Прокуратурата в Охрид съобщава, че преди нападението един от нападателите пристъпил към Пендиков, ударил го и се обърнал към него с думите „не ти е срам да се пишиш Бугарин“. Българският евродепутат Андрей Ковачев провежда разговор по телефона със северномакедонския министър на външните работи Буяр Османи по въпроса. Президентът на Северна Македония Стево Пендаровски е първия политик от страната осъдил нападението. На 21 януари в София се провежда непартиен протест и митинг в подкрепа на пребития Християн Пендиков, който междувременно е прехвърлен във Военномедицинска академия на лечение. На 22 януари министър Буяр Османи пристига на посещение в София и остро осъжда нападението. Междувременно в Охрид е издадена мярка за неотклонение от 30 дни на Илия Спасески, считан за основен нападател срещу Християн Пендиков.
- Протест в защита на македонските българи от 21 януари 2023 година
- Протест в защита на македонските българи от 21 януари 2023 година
- Протест в защита на македонските българи от 21 януари 2023 година